# Elecciones provinciales de Entre Ríos de 2011
Las elecciones generales de la provincia de Entre Ríos se llevaron a cabo el día 23 de octubre de 2011. Según se especifica en los decretos 1479 y 1478 del gobierno de Entre Ríos, los mismos convocaron a la ciudadanía a elegir un gobernador y un vicegobernador, 17 senadores provinciales titulares y 17 suplentes, 34 diputados provinciales titulares y 34 suplentes, presidentes y vicepresidentes municipales de las ciudades de los 17 departamentos de la provincia y autoridades titulares y suplentes de las juntas de gobierno.

## Candidatos
La lista de candidatos fue oficializada por el Tribunal Electoral de la Provincia de Entre Ríos de acuerdo al cronograma elecotral establecido en la legislación provincial.
- Atilio Benedetti por el Frente Progresista Cívico y Social
- Jorge Pedro Busti por el Frente Entrerriano Federal para Trabajo, la Producción y la Justicia Social.
- Ana D'Angelo por GEN.
- Darío Olivera por Nueva Izquierda.
- Armando Saliva por PRO.
- Sergio Urribarri por Frente para la Victoria.

## Resultados

### Gobernador y vicegobernador
| Fórmula               | Fórmula                | Partido/Alianza       | Partido/Alianza                       | Votos   | %     |
| Gobernador            | Vicegobernador         | Partido/Alianza       | Partido/Alianza                       | Votos   | %     |
| --------------------- | ---------------------- | --------------------- | ------------------------------------- | ------- | ----- |
| Sergio Urribarri      | José Orlando Cáceres   |                       | Frente Justicialista para la Victoria | 368.111 | 55,98 |
| Atilio Benedetti      | Jorge D'Agostino       |                       | Frente Progresista Cívico y Social    | 123.635 | 18,80 |
| Jorge Pedro Busti     | Jorge Kerz             |                       | Frente Entrerriano Federal            | 120.728 | 18,36 |
| Ana D'Angelo          | Jorge Martínez Garbino |                       | GEN                                   | 25.489  | 3,88  |
| Armando Saliva        | Augusto Lafferriere    |                       | Propuesta Republicana                 | 16.310  | 2,48  |
| Darío Olivera         | José Sologuren         |                       | Nueva Izquierda                       | 3.358   | 0,51  |
| Votos positivos       | Votos positivos        | Votos positivos       | Votos positivos                       | 657.631 | 86,61 |
| Votos en blanco       | Votos en blanco        | Votos en blanco       | Votos en blanco                       | 96.480  | 12,71 |
| Votos nulos           | Votos nulos            | Votos nulos           | Votos nulos                           | 5.221   | 0,69  |
| Participación         | Participación          | Participación         | Participación                         | 759.332 | 82,32 |
| Electores registrados | Electores registrados  | Electores registrados | Electores registrados                 | 922.398 | 100   |
| Fuente:               |                        |                       |                                       |         |       |

### Cámara de Diputados
| Partido/Alianza       | Partido/Alianza                       | Votos   | %     | Bancas | Electos |
| --------------------- | ------------------------------------- | ------- | ----- | ------ | --- |
|                       | Frente Justicialista para la Victoria | 327.657 | 53,44 | 19/34  | Ver electos: - José Allende - Juan Carlos Navarro - Hernán Vittulo - Osvaldo Viano - Leticia Angerosa - Sergio Schmunk - Juan Carlos Darrichón - Claudia Monjo - Daniel Ruberto - Martín Uranga - Juan José Albornoz - Emilce Pross - Marcelo Bisogni - Ángel Vásquez - Estela Almirón - Antonio Alizegui - Laura Stratta - Pablo Mendoza - Adela Esparza |
|                       | Frente Progresista Cívico y Social    | 126.080 | 20,56 | 7/34   | Ver electos: - Agustín Federik (UCR) - Jorge Daniel Monge (UCR) - María Felicitas Rodríguez (UCR) - Antonio Julián Rubio (UCR) - Fuad Amado Sosa (UCR) - Pedro Julio Ullua (UCR) - Lisandro Viale (PS) |
|                       | Frente Entrerriano Federal            | 104.081 | 16,98 | 6/34   | Ver electos: - Fabián Flores - Rosario Romero - Juan Carlos Almada - Rubén Almará - Diego Lara - Hugo Daniel Vasquez |
|                       | GEN                                   | 25.530  | 4,16  | 2/34   | Ver electos: - Enrique Fontanetto (GEN) - María Emma Bargagna (PS) |
|                       | Propuesta Republicana                 | 15.804  | 2,58  |        | |
|                       | Partido Popular de la Reconstrucción  | 10.187  | 1,66  |        | |
|                       | Nueva Izquierda                       | 3.759   | 0,61  |        | |
| Votos positivos       | Votos positivos                       | 613.098 | 80,70 |        | |
| Votos en blanco       | Votos en blanco                       | 140.606 | 18,52 |        | |
| Votos nulos           | Votos nulos                           | 5.628   | 0,74  |        | |
| Participación         | Participación                         | 759.332 | 82,32 |        | |
| Electores registrados | Electores registrados                 | 922.398 | 100   |        | |
| Fuente:               |                                       |         |       |        | |

### Cámara de Senadores
| Partido/Alianza       | Partido/Alianza                       | Votos   | %     | Bancas |
| --------------------- | ------------------------------------- | ------- | ----- | ------ |
|                       | Frente Justicialista para la Victoria | 333.828 | 53,42 | 17/17  |
|                       | Frente Progresista Cívico y Social    | 127.429 | 20,39 |        |
|                       | Frente Entrerriano Federal            | 110.380 | 17,66 |        |
|                       | GEN                                   | 26.425  | 4,23  |        |
|                       | Propuesta Republicana                 | 16.387  | 2,62  |        |
|                       | Partido Popular de la Reconstrucción  | 5.830   | 0,93  |        |
|                       | Nueva Izquierda                       | 4.004   | 0,64  |        |
|                       | Partido Comunista de los Entrerrianos | 655     | 0,10  |        |
| Votos positivos       | Votos positivos                       | 624.938 | 82,33 |        |
| Votos en blanco       | Votos en blanco                       | 128.783 | 16,97 |        |
| Votos nulos           | Votos nulos                           | 5.332   | 0,70  |        |
| Participación         | Participación                         | 759.053 | 82,35 |        |
| Electores registrados | Electores registrados                 | 921.690 | 100   |        |
| Fuente:               |                                       |         |       |        |

#### Resultados por departamentos
| Colón 1 Senador            | Colón 1 Senador                       | Colón 1 Senador | Colón 1 Senador | Colón 1 Senador           |
| Partido/Alianza            | Partido/Alianza                       | Votos           | %               | Electo                    |
| -------------------------- | ------------------------------------- | --------------- | --------------- | ------------------------- |
|                            | Frente Justicialista para la Victoria | 14.551          | 46,26           | - Oscar Rubén Arlettaz    |
|                            | Frente Progresista Cívico y Social    | 7.905           | 25,13           |                           |
|                            | Frente Entrerriano Federal            | 7.730           | 24,57           |                           |
|                            | GEN                                   | 996             | 3,17            |                           |
|                            | Propuesta Republicana                 | 259             | 0,82            |                           |
|                            | Nueva Izquierda                       | 17              | 0,05            |                           |
| Votos positivos            | Votos positivos                       | 31.458          | 81,37           |                           |
| Votos en blanco            | Votos en blanco                       | 6.990           | 18,08           |                           |
| Votos nulos                | Votos nulos                           | 212             | 0,55            |                           |
| Participación              | Participación                         | 38.660          | 84,86           |                           |
| Electores registrados      | Electores registrados                 | 45.555          | 100             |                           |
| Concordia 1 Senador        |                                       |                 |                 |                           |
| Partido/Alianza            | Partido/Alianza                       | Votos           | %               | Electo                    |
|                            | Frente Justicialista para la Victoria | 55.044          | 68,21           | - Enrique Tomás Cresto    |
|                            | Frente Entrerriano Federal            | 10.641          | 13,19           |                           |
|                            | Frente Progresista Cívico y Social    | 6.585           | 8,16            |                           |
|                            | Propuesta Republicana                 | 3.569           | 4,42            |                           |
|                            | GEN                                   | 2.922           | 3,62            |                           |
|                            | Partido Popular de la Reconstrucción  | 983             | 1,22            |                           |
|                            | Nueva Izquierda                       | 954             | 1,18            |                           |
| Votos positivos            | Votos positivos                       | 80.698          | 83,75           |                           |
| Votos en blanco            | Votos en blanco                       | 15.059          | 15,63           |                           |
| Votos nulos                | Votos nulos                           | 595             | 0,62            |                           |
| Participación              | Participación                         | 96.352          | 81,48           |                           |
| Electores registrados      | Electores registrados                 | 118.254         | 100             |                           |
| Diamante 1 Senador         |                                       |                 |                 |                           |
| Partido/Alianza            | Partido/Alianza                       | Votos           | %               | Electo                    |
|                            | Frente Justicialista para la Victoria | 12.257          | 49,52           | - Daniel Ernesto Kramer   |
|                            | Frente Progresista Cívico y Social    | 6.400           | 25,85           |                           |
|                            | Frente Entrerriano Federal            | 4.840           | 19,55           |                           |
|                            | GEN                                   | 873             | 3,53            |                           |
|                            | Propuesta Republicana                 | 319             | 1,29            |                           |
|                            | Nueva Izquierda                       | 65              | 0,26            |                           |
| Votos positivos            | Votos positivos                       | 24.754          | 85,02           |                           |
| Votos en blanco            | Votos en blanco                       | 4.224           | 14,51           |                           |
| Votos nulos                | Votos nulos                           | 138             | 0,47            |                           |
| Participación              | Participación                         | 29.116          | 80,87           |                           |
| Electores registrados      | Electores registrados                 | 36.004          | 100             |                           |
| Federación 1 Senador       |                                       |                 |                 |                           |
| Partido/Alianza            | Partido/Alianza                       | Votos           | %               | Electo                    |
|                            | Frente Justicialista para la Victoria | 15.997          | 45,09           | - María Angélica Guerra   |
|                            | Frente Progresista Cívico y Social    | 13.057          | 36,81           |                           |
|                            | Frente Entrerriano Federal            | 5.397           | 15,21           |                           |
|                            | GEN                                   | 551             | 1,55            |                           |
|                            | Propuesta Republicana                 | 309             | 0,87            |                           |
|                            | Nueva Izquierda                       | 165             | 0,47            |                           |
| Votos positivos            | Votos positivos                       | 35.476          | 86,29           |                           |
| Votos en blanco            | Votos en blanco                       | 5.306           | 12,91           |                           |
| Votos nulos                | Votos nulos                           | 331             | 0,81            |                           |
| Participación              | Participación                         | 41.113          | 84,71           |                           |
| Electores registrados      | Electores registrados                 | 48.536          | 100             |                           |
| Federal 1 Senador          |                                       |                 |                 |                           |
| Partido/Alianza            | Partido/Alianza                       | Votos           | %               | Electo                    |
|                            | Frente Justicialista para la Victoria | 6.513           | 47,84           | - Eduardo Alberto Taleb   |
|                            | Frente Progresista Cívico y Social    | 6.153           | 45,20           |                           |
|                            | Frente Entrerriano Federal            | 772             | 5,67            |                           |
|                            | Propuesta Republicana                 | 91              | 0,67            |                           |
|                            | GEN                                   | 85              | 0,62            |                           |
| Votos positivos            | Votos positivos                       | 13.614          |                 |                           |
| Votos en blanco            | Votos en blanco                       | 1.740           | 11,27           |                           |
| Votos nulos                | Votos nulos                           | 90              | 0,58            |                           |
| Participación              | Participación                         | 15.444          | 80,74           |                           |
| Electores registrados      | Electores registrados                 | 19.127          | 100             |                           |
| Feliciano 1 Senador        |                                       |                 |                 |                           |
| Partido/Alianza            | Partido/Alianza                       | Votos           | %               | Electo                    |
|                            | Frente Justicialista para la Victoria | 3.497           | 44,32           | - Ester Gonzales          |
|                            | Frente Entrerriano Federal            | 2.488           | 31,53           |                           |
|                            | Frente Progresista Cívico y Social    | 1.380           | 17,49           |                           |
|                            | Propuesta Republicana                 | 361             | 4,57            |                           |
|                            | GEN                                   | 159             | 2,01            |                           |
|                            | Nueva Izquierda                       | 6               | 0,08            |                           |
| Votos positivos            | Votos positivos                       | 7.891           | 92,04           |                           |
| Votos en blanco            | Votos en blanco                       | 645             | 7,52            |                           |
| Votos nulos                | Votos nulos                           | 37              | 0,43            |                           |
| Participación              | Participación                         | 8.573           | 80,05           |                           |
| Electores registrados      | Electores registrados                 | 10.710          | 100             |                           |
| Gualeguay 1 Senador        |                                       |                 |                 |                           |
| Partido/Alianza            | Partido/Alianza                       | Votos           | %               | Electo                    |
|                            | Frente Justicialista para la Victoria | 12.852          | 47,06           | - Rubén Alfredo Matorras  |
|                            | Frente Entrerriano Federal            | 8.091           | 26,63           |                           |
|                            | Frente Progresista Cívico y Social    | 5.063           | 18,54           |                           |
|                            | GEN                                   | 620             | 2,27            |                           |
|                            | Nueva Izquierda                       | 400             | 1,46            |                           |
|                            | Propuesta Republicana                 | 282             | 1,03            |                           |
| Votos positivos            | Votos positivos                       | 27.308          | 84,24           |                           |
| Votos en blanco            | Votos en blanco                       | 4.959           | 15,30           |                           |
| Votos nulos                | Votos nulos                           | 149             | 0,46            |                           |
| Participación              | Participación                         | 32.416          | 84,85           |                           |
| Electores registrados      | Electores registrados                 | 39.606          | 100             |                           |
| Gualeguaychú 1 Senador     |                                       |                 |                 |                           |
| Partido/Alianza            | Partido/Alianza                       | Votos           | %               | Electo                    |
|                            | Frente Justicialista para la Victoria | 31.073          | 59,63           | - Natalio Juan. A Gerdau  |
|                            | Frente Progresista Cívico y Social    | 8.805           | 16,90           |                           |
|                            | Frente Entrerriano Federal            | 6.598           | 12,66           |                           |
|                            | GEN                                   | 3.581           | 6,87            |                           |
|                            | Propuesta Republicana                 | 1.772           | 3,40            |                           |
|                            | Nueva Izquierda                       | 277             | 0,53            |                           |
| Votos positivos            | Votos positivos                       | 52.106          | 73,44           |                           |
| Votos en blanco            | Votos en blanco                       | 18.315          | 25,81           |                           |
| Votos nulos                | Votos nulos                           | 534             | 0,75            |                           |
| Participación              | Participación                         | 70.955          | 85,40           |                           |
| Electores registrados      | Electores registrados                 | 83.088          | 100             |                           |
| Islas del Ibicuy 1 Senador |                                       |                 |                 |                           |
| Partido/Alianza            | Partido/Alianza                       | Votos           | %               | Electo                    |
|                            | Frente Justicialista para la Victoria | 3.679           | 52,98           | - César Eduardo Melchiori |
|                            | Frente Progresista Cívico y Social    | 2.249           | 32,39           |                           |
|                            | Frente Entrerriano Federal            | 846             | 12,18           |                           |
|                            | Propuesta Republicana                 | 97              | 1,40            |                           |
|                            | Partido Popular de la Reconstrucción  | 34              | 0,49            |                           |
|                            | GEN                                   | 29              | 0,42            |                           |
|                            | Nueva Izquierda                       | 10              | 0,14            |                           |
| Votos positivos            | Votos positivos                       | 6.944           | 88,71           |                           |
| Votos en blanco            | Votos en blanco                       | 831             | 10,62           |                           |
| Votos nulos                | Votos nulos                           | 53              | 0,68            |                           |
| Participación              | Participación                         | 7.828           | 84,33           |                           |
| Electores registrados      | Electores registrados                 | 9.283           | 100             |                           |
| La Paz 1 Senador           |                                       |                 |                 |                           |
| Partido/Alianza            | Partido/Alianza                       | Votos           | %               | Electo                    |
|                            | Frente Justicialista para la Victoria | 18.334          | 56,64           | - Aldo Alberto Ballestena |
|                            | Frente Progresista Cívico y Social    | 7.715           | 23,84           |                           |
|                            | Frente Entrerriano Federal            | 4.569           | 14,12           |                           |
|                            | GEN                                   | 574             | 1,77            |                           |
|                            | Nueva Izquierda                       | 565             | 1,75            |                           |
|                            | Propuesta Republicana                 | 283             | 0,87            |                           |
|                            | Partido Popular de la Reconstrucción  | 223             | 0,69            |                           |
|                            | Partido Comunista de los Entrerrianos | 105             | 0,32            |                           |
| Votos positivos            | Votos positivos                       | 32.368          | 82,42           |                           |
| Votos en blanco            | Votos en blanco                       | 6.640           | 16,91           |                           |
| Votos nulos                | Votos nulos                           | 264             | 0,67            |                           |
| Participación              | Participación                         | 39.272          | 78,06           |                           |
| Electores registrados      | Electores registrados                 | 50.308          | 100             |                           |
| Nogoyá 1 Senador           |                                       |                 |                 |                           |
| Partido/Alianza            | Partido/Alianza                       | Votos           | %               | Electo                    |
|                            | Frente Justicialista para la Victoria | 10.908          | 52,19           | - Aurelio Juan Suárez     |
|                            | Frente Progresista Cívico y Social    | 4.643           | 22,21           |                           |
|                            | Frente Entrerriano Federal            | 3.646           | 17,44           |                           |
|                            | GEN                                   | 970             | 4,64            |                           |
|                            | Propuesta Republicana                 | 538             | 2,57            |                           |
|                            | Nueva Izquierda                       | 196             | 0,94            |                           |
| Votos positivos            | Votos positivos                       | 20.901          | 83,57           |                           |
| Votos en blanco            | Votos en blanco                       | 4.001           | 16,00           |                           |
| Votos nulos                | Votos nulos                           | 107             | 0,43            |                           |
| Participación              | Participación                         | 25.009          | 83,02           |                           |
| Electores registrados      | Electores registrados                 | 30.123          | 100             |                           |
| Paraná 1 Senador           |                                       |                 |                 |                           |
| Partido/Alianza            | Partido/Alianza                       | Votos           | %               | Electo                    |
|                            | Frente Justicialista para la Victoria | 85.908          | 49,34           | - Juan Carlos Brambilla   |
|                            | Frente Entrerriano Federal            | 35.002          | 20,10           |                           |
|                            | Frente Progresista Cívico y Social    | 33.995          | 19,53           |                           |
|                            | GEN                                   | 10.945          | 6,29            |                           |
|                            | Propuesta Republicana                 | 4.944           | 2,84            |                           |
|                            | Partido Popular de la Reconstrucción  | 2.401           | 1,38            |                           |
|                            | Nueva Izquierda                       | 909             | 0,50            |                           |
| Votos positivos            | Votos positivos                       | 174.104         | 81,43           |                           |
| Votos en blanco            | Votos en blanco                       | 37.918          | 17,74           |                           |
| Votos nulos                | Votos nulos                           | 1.780           | 0,83            |                           |
| Participación              | Participación                         | 213.802         | 82,54           |                           |
| Electores registrados      | Electores registrados                 | 259.019         | 100             |                           |
| San Salvador 1 Senador     |                                       |                 |                 |                           |
| Partido/Alianza            | Partido/Alianza                       | Votos           | %               | Electo                    |
|                            | Frente Justicialista para la Victoria | 4.598           | 44,44           | - Víctor Hugo Vilhem      |
|                            | Frente Entrerriano Federal            | 3.985           | 38,51           |                           |
|                            | Frente Progresista Cívico y Social    | 1.547           | 14,95           |                           |
|                            | Propuesta Republicana                 | 113             | 1,09            |                           |
|                            | GEN                                   | 85              | 0,82            |                           |
|                            | Nueva Izquierda                       | 19              | 0,18            |                           |
| Votos positivos            | Votos positivos                       | 10.347          | 89,24           |                           |
| Votos en blanco            | Votos en blanco                       | 1.183           | 10,20           |                           |
| Votos nulos                | Votos nulos                           | 64              | 0,55            |                           |
| Participación              | Participación                         | 11.594          | 84,91           |                           |
| Electores registrados      | Electores registrados                 | 13.655          | 100             |                           |
| Tala 1 Senador             |                                       |                 |                 |                           |
| Partido/Alianza            | Partido/Alianza                       | Votos           | %               | Electo                    |
|                            | Frente Justicialista para la Victoria | 8.642           | 57,89           | - Luis Alberto Schaaf     |
|                            | Frente Progresista Cívico y Social    | 3.897           | 26,10           |                           |
|                            | Frente Entrerriano Federal            | 1.824           | 12,22           |                           |
|                            | Propuesta Republicana                 | 185             | 1,24            |                           |
|                            | GEN                                   | 179             | 1,20            |                           |
|                            | Partido Popular de la Reconstrucción  | 176             | 1,18            |                           |
|                            | Nueva Izquierda                       | 26              | 0,27            |                           |
| Votos positivos            | Votos positivos                       | 14.929          | 88,23           |                           |
| Votos en blanco            | Votos en blanco                       | 1.902           | 11,27           |                           |
| Votos nulos                | Votos nulos                           | 89              | 0,53            |                           |
| Participación              | Participación                         | 16.920          | 81,78           |                           |
| Electores registrados      | Electores registrados                 | 20.690          | 100             |                           |
| Uruguay 1 Senador          |                                       |                 |                 |                           |
| Partido/Alianza            | Partido/Alianza                       | Votos           | %               | Electo                    |
|                            | Frente Justicialista para la Victoria | 27.536          | 55,14           | - René Alcides Bonato     |
|                            | Frente Progresista Cívico y Social    | 8.213           | 16,45           |                           |
|                            | Frente Entrerriano Federal            | 6.686           | 13,39           |                           |
|                            | GEN                                   | 2.759           | 5,53            |                           |
|                            | Propuesta Republicana                 | 2.405           | 4,82            |                           |
|                            | Partido Popular de la Reconstrucción  | 1.498           | 3,00            |                           |
|                            | Partido Comunista de los Entrerrianos | 550             | 1,10            |                           |
|                            | Nueva Izquierda                       | 287             | 0,57            |                           |
| Votos positivos            | Votos positivos                       | 49.934          | 80,88           |                           |
| Votos en blanco            | Votos en blanco                       | 11.214          | 18,16           |                           |
| Votos nulos                | Votos nulos                           | 590             | 0,96            |                           |
| Participación              | Participación                         | 61.738          | 82,80           |                           |
| Electores registrados      | Electores registrados                 | 74.559          | 100             |                           |
| Victoria 1 Senador         |                                       |                 |                 |                           |
| Partido/Alianza            | Partido/Alianza                       | Votos           | %               | Electo                    |
|                            | Frente Justicialista para la Victoria | 8.005           | 42,24           | - Néstor E. Garcilazo     |
|                            | Frente Progresista Cívico y Social    | 5.260           | 27,76           |                           |
|                            | Frente Entrerriano Federal            | 4.488           | 23,69           |                           |
|                            | GEN                                   | 633             | 3,34            |                           |
|                            | Propuesta Republicana                 | 519             | 2,74            |                           |
|                            | Nueva Izquierda                       | 44              | 0,23            |                           |
| Votos positivos            | Votos positivos                       | 18,949          | 83,08           |                           |
| Votos en blanco            | Votos en blanco                       | 3.758           | 16,48           |                           |
| Votos nulos                | Votos nulos                           | 101             | 0,44            |                           |
| Participación              | Participación                         | 22.808          | 83,99           |                           |
| Electores registrados      | Electores registrados                 | 27.156          | 100             |                           |
| Villaguay 1 Senador        |                                       |                 |                 |                           |
| Partido/Alianza            | Partido/Alianza                       | Votos           | %               | Electo                    |
|                            | Frente Justicialista para la Victoria | 14.434          | 62,33           | - Jorge Armando Ghirardi  |
|                            | Frente Progresista Cívico y Social    | 4.562           | 19,70           |                           |
|                            | Frente Entrerriano Federal            | 2.777           | 11,99           |                           |
|                            | Partido Popular de la Reconstrucción  | 515             | 2,22            |                           |
|                            | GEN                                   | 464             | 2,00            |                           |
|                            | Propuesta Republicana                 | 341             | 1,47            |                           |
|                            | Nueva Izquierda                       | 64              | 0,28            |                           |
| Votos positivos            | Votos positivos                       | 23.157          | 84,35           |                           |
| Votos en blanco            | Votos en blanco                       | 4.098           | 14,93           |                           |
| Votos nulos                | Votos nulos                           | 198             | 0,72            |                           |
| Participación              | Participación                         | 27.453          | 76,22           |                           |
| Electores registrados      | Electores registrados                 | 36.017          | 100             |                           |